# Lądek-Zdrój
Lądek-Zdrój este un oraș în Polonia.